# Кракс синьодзьобий
Кракс синьодзьобий (Crax alberti) — вид куроподібних птахів родини краксових (Cracidae).

## Поширення
Ендемік Колумбії. Він має дуже фрагментований ареал з невеликими популяціями від департаментів Ла-Гуахіра та Магдалена на південь до департаментів Антіокія та Бояка. Трапляється між підніжжям Сьєрра-Невада-де-Санта-Марта і середньою та нижньою течією річки Магдалена. Чисельність популяції оцінюється приблизно в 2200 птахів. Він населяє непорушений ліс у тропічних і верхніх тропічних зонах, переважно від рівня моря до 600 м, але принаймні раніше до 1200 м.

## Опис
Його довжина становить 82,5-92,5 см. Пір’я чорне і блискуче, за винятком кінчика хвоста і черевця, де вони білі. У самця є карункули і блакитний віск на дзьобі. У самиці на дзьобі відсутні нарости, але основа також блакитна. Нижні частини каштанові, грудка і хвіст з білими лініями і має червонувату фазу.